# Urzecze
Urzecze [pronunciación en polaco: /uˈʐɛt͡ʂɛ/] es un pueblo en el distrito administrativo de Gmina Zduny, dentro del Distrito de Łowicz, Voivodato de Łódź, en Polonia central. Se encuentra aproximadamente 7 kilómetros al sudoeste de Zduny, 12 kilómetros al oeste de Łowicz, y 41 kilómetros al noreste de la capital regional, Łódź.